# Familjen Patriarca
Familjen Patriarca (italienskt uttal: [patriˈarka] ), även känd som New Englandmaffian, Bostonmaffian, Providencemaffian eller The Office, är en italiensk-amerikansk maffiafamilj i New England. De har två olika filialer, en baserad i Providence, Rhode Island och en andra i Boston, Massachusetts. Familjen leds för närvarande av Carmen "The Cheese Man" Dinunzio, som är en del av Bostonfilialen. Familjen är främst aktiv i Massachusetts, Rhode Island och delar av Connecticut.

## Maffiabossar
- 1916–1924 - Gaspare Messina - avgick, dog 1957[1] Boston
- 1924–1954 - Filippo "Phil" Buccola - förenade båda familjerna 1932, pensionerades, dog 1987 [2] Boston
- 1954–1984 - Raymond LS Patriarca, Sr. - fängslad 1970, dog den 11 juli 1984[3] Providence
- 1984–1991 - Raymond "Junior" Patriarca, Jr. - avgick 1991[3][4] Providence
- 1991 - Nicholas "Nicky" Bianco - fängslad den 28 december 1991 och dog den 14 december 1994[3] Providence
- 1991–1996 - Frank "Cadillac Frank" Salemme - fängslad 1995,[3] blev regeringsvittne[5] Boston
  - Tillförordnad 1995–1996 - John "Jackie" Salemme - bror till Frank Salemme; fängslad Boston
- 1996–2009 - Luigi "Baby Shacks" Manocchio - avgick, fängslad[6] Providence
- 2009–2016 - Peter "Chief Crazy Horse" Limone[6] - död 19 juni 2017[7] Boston
  - Tillförordnad 2009–2012 - Anthony L. DiNunzio - arresterad den 25 april 2012[8][9] Boston
  - Tillförordnad 2012–2015 - Antonio L. "Spucky" Spagnolo - arresterad den 2 oktober 2014[10] Boston
  - Tillförordnad 2015–2016 - Carmen "The Big Cheese" Dinunzio Boston
- 2016 – nu - Carmen "The Big Cheese" Dinunzio Boston

## Informatörer och vittnen
| Namn                           | Rank och år                 |
| ------------------------------ | --------------------------- |
| Vincent Teresa                 | High Ranking Soldier (1971) |
| Angelo "Sonny" Mercurio        | Soldier (1987/1988)         |
| John "Sonny" Castagna          | Soldier (1991)              |
| Gaetano Milano                 | Soldier (1991)              |
| Antonino "Nino" Cucinotta      | Soldier (1995)              |
| Frank "Cadillac Frank" Salemme | Boss (1999)                 |
| Mark Rossetti                  | Capo (2010)                 |
| Robert "Bobby" DeLuca          | Capo (2011)                 |